# Studebaker Wagonaire

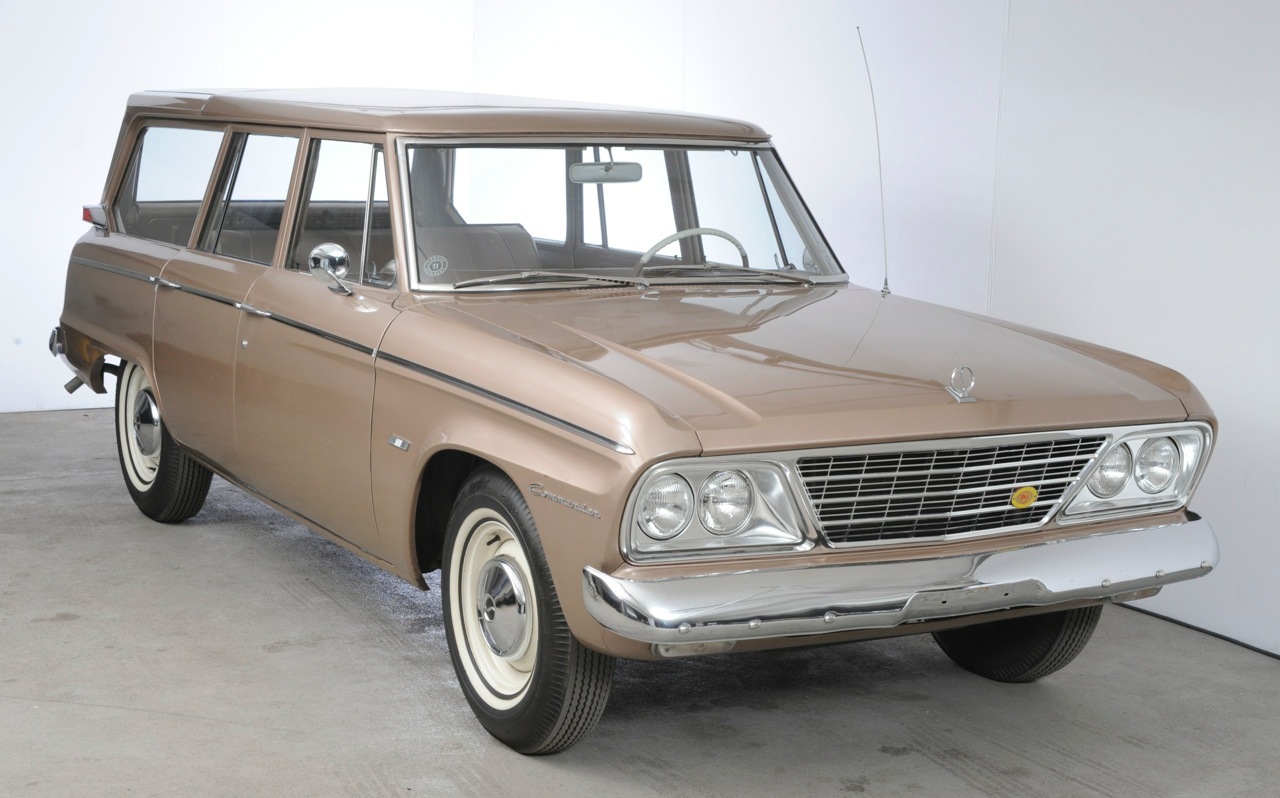
Ein Studebaker Wagonaire

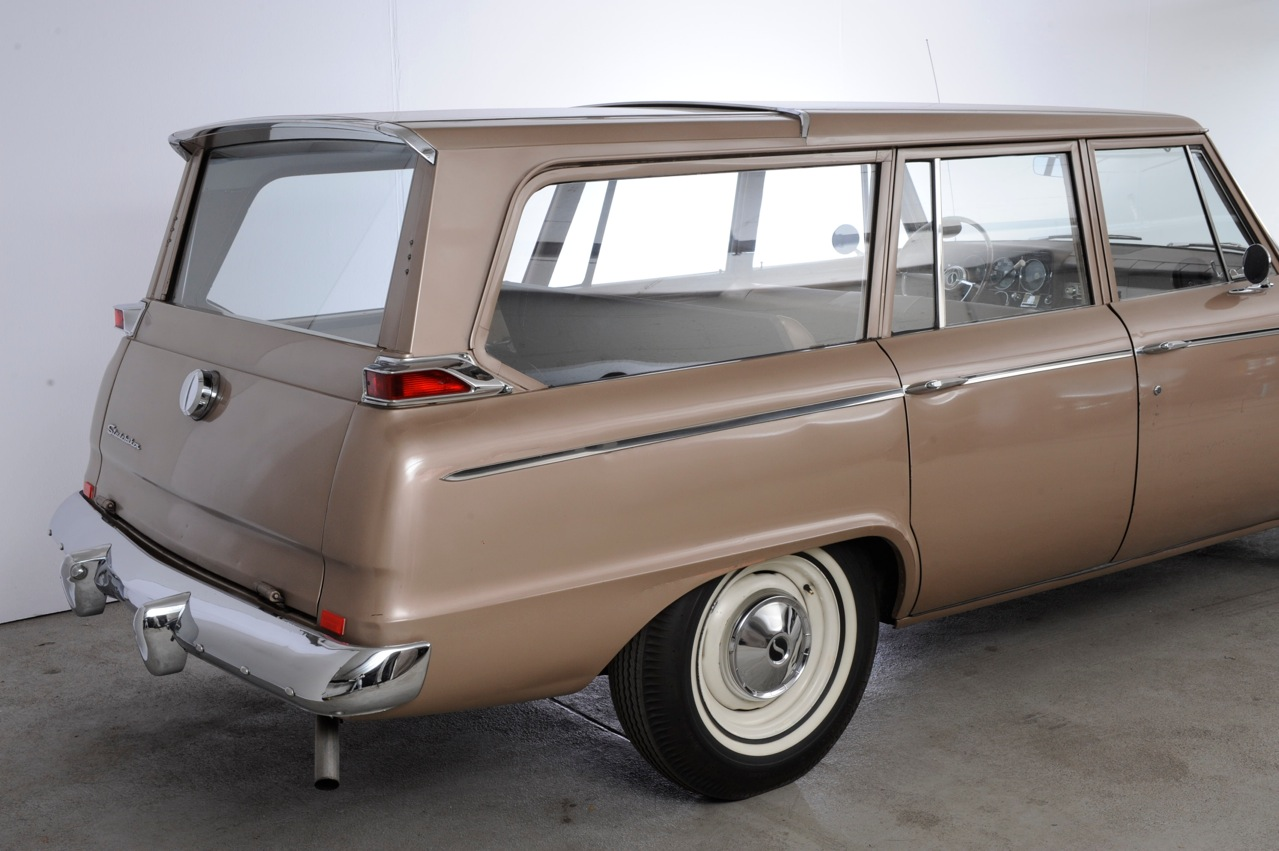
Das Heck des Wagens

Der Studebaker Wagonaire war ein Kombi, der von der Studebaker Corporation in South Bend (Indiana) von 1963 bis 1966 gefertigt wurde.

## Modellgeschichte
Der Wagonaire besaß als Besonderheit eine hintere Dachpartie, die bei Bedarf schiebedachartig im vorderen Dachteil verschwand; dies ermöglichte den Transport von sperrigen, hohen Gütern, die ansonsten in einen gewöhnlichen Kombi nicht gepasst hätten.
Das einzigartige Dach des Studebaker Wagonaire war eine Erfindung des Industriedesigners Brooks Stevens, der vom Studebaker-Präsidenten Sherwood Egbert damit beauftragt worden war, die begrenzte Modellpalette zu erweitern, ohne dafür allzu große Summen auszugeben. Ironischerweise war Stevens auch der Konstrukteur des Jeep Wagoneer, eines SUV, das bis in die 1990er-Jahre in Produktion blieb.
Der Wagonaire, der sich an der von Stevens 1959 bei der Karosserie Reutter in Stuttgart in Auftrag gegebenen Studie Olin Scimitar orientierte, basierte auf der Karosserie der regulären Kombiversion des Studebaker Lark, die oberhalb der Gürtellinie der neuen Auslegung angepasst wurde. Das Dach über der Ladefläche, das von Hand nach vorne über die Rücksitze verschoben und dort arretiert werden konnte, machte den Wagen einzigartig. Diese Auslegung ermöglichte z. B. den Transport eines aufrecht stehenden Kühlschranks.
Der Wagonaire bot sechs Personen Platz (fünf mit den als Sonderausstattung lieferbaren vorderen Einzelsitzen), konnte aber auch acht Personen transportieren, wenn er mit einer dritten Sitzreihe ausgestattet war, die bis 1965 als Sonderausstattung verfügbar war. Fahrzeuge mit dieser dritten Sitzreihe hatten Reifen mit Notlaufeigenschaften – "Captive-Air"-System genannt, die die Weiterfahrt nach einer Reifenpanne ohne Reifenwechsel ermöglichten. Dies war notwendig, da durch die dritte Sitzreihe kein Platz mehr für ein Reserverad vorhanden war.
Käufer früher Wagonaire stellten fest, dass das verschiebbare Dach an seinem Vorderende Wasser eindringen ließ. Dieses Problems nahm sich – mit mäßigem Erfolg – das Werk an. Aufgrund dieser Schwierigkeiten wurde im Januar 1963 schnell parallel zum Wagonaire ein Kombi mit festem Dach aufgelegt. Er kostete 100 US-Dollar weniger als der Wagonaire mit Schiebedach, war aber ein Sondermodell und musste beim Händler extra bestellt werden.
Als Studebaker das Werk in South Bend (Indiana) schloss und die Produktion in Hamilton (Ontario) in Kanada fortsetzte, wurden die Prestigemodelle Avanti und Hawk eingestellt, die auf dem Lark aufbauenden Limousinen und Wagonaires aber weitergebaut.
Die Modelle 1964, die ab Dezember 1963 nur noch in Kanada gefertigt wurden, waren die letzten Studebaker mit Motoren aus eigener Produktion. Ab 1965 lieferte General Motors an Studebaker Chevrolet-Reihensechszylinder und V8-Motoren. 1965 gab es nur mehr Kombimodelle mit dem Schiebedach.
Die Modelle mit festem Dach standen 1966 wieder im Angebot, die dritte Sitzreihe war aber nicht mehr zu haben. Ferner wurde 1966 aus dem Wagonaire ein eigenes Modell mit den Karosseriezierteilen des Commander und der Inneneinrichtung des sportlichen Daytona. Nur 940 Wagonaire wurden im Modelljahr 1966 gebaut, Modelle mit festem Dach sind entsprechend selten.
Der englische Spielzeughersteller Matchbox stellte einen Miniatur-Wagonaire, komplett mit Schiebedach, her, der noch lange zu haben war, nachdem Studebaker die Produktion eingestellt hatte. Husky stellte ebenfalls einen Wagonaire von ähnlicher Größe wie Matchbox her.

## Ein Hochleistungskombi?
Die Daytona-Version des Wagonaire von 1963/64 kann als Vorreiter der heutigen leistungsstarken Kombiversionen gelten. Ausgestattet mit einem V8-Motor von 4737 cm³, Carter-Doppel-Registervergaser und Schaltgetriebe mit Lenkradschaltung und Overdrive, konnte der Wagonaire mit vielen Muscle-Cars seiner Zeit mithalten. Zudem konnte der Wagonaire von Anfang an mit allen Hochleistungs-Avanti-V8-Motoren der Studebaker-"R-Serie"- und mit knüppelgeschaltetem Vierganggetriebe bestellt werden. Sehr wenige Exemplare – wenn überhaupt – wurden allerdings tatsächlich in dieser Ausführung bestellt.

## Kurzlebige Renaissance des Konzeptes
Das Konzept des verschiebbaren Daches wurde von GM für den neuen GMC Envoy XUV in den Modelljahren 2003 und 2004 wieder aufgenommen. Werbeclips für den Envoy XUV bezeichneten die Idee fälschlicherweise als neu. Allerdings bot GM dieses Dach elektrisch betätigt an, was bei Studebaker nie erhältlich war. Auch war dieser Envoy XUV keineswegs erfolgreicher als seinerzeit der Wagonaire, daher stellte GMC das Modell 2005 wieder ein.